# Теріякі
Теріякі (яп. 照り焼き, テリヤキ) — традиційний японський спосіб смаження з використанням поширеного в японській кухні солодкого соусу. Слово теріякі походить від іменника тері (яп. 照り, «блиск») та які (яп. 焼き, «смажений»). Спосіб приготування полягає в обсмажуванні продуктів у соусі до карамелізації цукру, який надає страві блиск.
Соус для теріякі готують із соєвого соусу з додаванням цукру, саке та/або міріну. Використовується з м'ясними та рибними стравами.
За межами Японії під теріякі переважно розуміють страви, приготовані просто з використанням солодкого соусу, або з використанням соусу як маринаду. Нерідко сам соус готують з часником, спеціями та іншими «західними» добавками.

## Див. Також
- Асадо